# Louis Lavauden

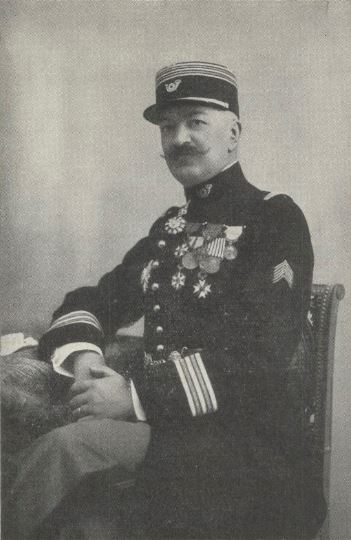
Adrien Joseph Louis Lavauden (1885–1935) im Jahr 1927

Louis Lavauden (eigentlich Adrien Joseph Louis Lavauden; * 19. Juni 1881 in Grenoble; † 1. September 1935 in Anjou, Isère) war ein französischer Zoologe und Forstwissenschaftler.

## Leben

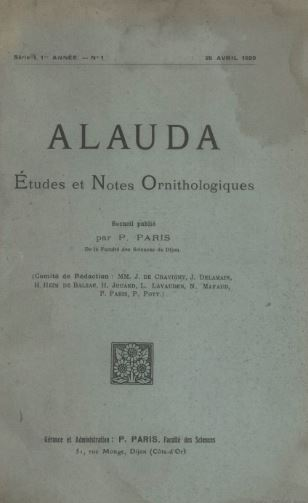
Titelblatt der ersten Ausgabe von Alauda

Nach seinem Studium am Institut agronomique et de l’Ecole forestière in Nancy arbeitete Lavauden in der Administration für Gewässer und Wälder. Als Zoologe unternahm er Exkursionen in die Region Dauphiné, worüber er 1911 das Buch Catalogue des oiseaux du Dauphiné contenant les espèces observées dans les départements de l’Isère, de la Drôme, des Hautes-Alpes et des environs immédiats de Lyon veröffentlichte. In diesem Werk ging es nicht nur um die Avifauna in der Dauphiné, sondern auch um Luchse, Steinböcke und Lämmergeier in den Alpen.
1912 und 1913 unternahm er mehrere Reisen nach Nordafrika, insbesondere Algerien und Tunesien, von wo er zahlreiche Tierpräparate für das Muséum d’histoire naturelle de Grenoble mitbrachte. Nach dem Ersten Weltkrieg, wo er als Infanterie-Offizier diente, ließ er sich in Tunis nieder und wurde zum Forstinspektor ernannt. In der Folgezeit verfasste er mehrere Werke über die tunesische Avifauna. 1925 begleitete er Oberst Victor-Paul Courtot auf eine Sahara-Expedition von Tunis über den Tschadsee bis nach Cotonou im Königreich Dahomey.
Von 1928 bis 1931 war er als Leiter der Forstbehörde auf Madagaskar stationiert, wo er zahlreiche zoologische Studien betrieb und zoologische Präparate, insbesondere von großen Lemuren, zusammentrug. Anschließend reiste er durch Zentralafrika, bevor er die letzten beiden Jahre seines Lebens als Dozent für praktische und allgemeine Zoologie in der Landwirtschaftsschule in Paris lehrte. Lavauden beschrieb mehrere neue Tiertaxa, darunter den Perrier-Sifaka (Propithecus perrieri), den Ambrerötel (Monticola sharpei erythronotus) sowie die westmadagassischen Unterarten des Falanuks (Eupleres goudotii major), des Großen Vasapapageis (Coracopsis vasa drouhardi) und des Schopfibis (Lophotibis cristata urschi).
Als Paul Paris (1875–1938) im Jahr 1929 Alauda, eine ornithologische Fachzeitschrift, gründete, waren es Jacques de Chavigny (1880–1963), Jacques Delamain (1874–1953), Noël Mayaud (1899–1989), Henri Heim de Balsac (1899–1979), Henri Louis Ernest Jouard (1896–1938), Paul Poty (1889–1962) und Lavauden, die mit in der Redaktion saßen.

## Dedikationsnamen
David Armitage Bannerman nannte 1926 eine Unterart des Rotkehlchen Erithacus rubecula lavaudeni, ein Name der heute als Synonym für Erithacus rubecula witherbyi Hartert, E, 1910 steht. Er selbst beschrieb 1926 eine Unterart der Haubenlerche unter dem Namen Galerida cristata helenae, die er seiner Tochter Hélène widmete.

## Werke (Auswahl)
- Oiseaux, 1924
- La Chasse et la faune cynègètique en Tunisie, 1924
- Description de deux nouveaux cochevis d'Afrique. In: Revue française d'ornithologie (= 2). Band 10, Nr. 201, 1926, S. 5–8 (bibliotheques.mnhn.fr).
- Les vertèbrès du Sahara : èlèments de zoologie saharienne, 1926
- Le Problème forestier colonial. Avec 7 photographies et 3 planches hors texte, 1931
- Le problème forestier colonial, 1931